# Iñaki Mateu
Pas d'image ? Cliquez ici

a Compétitions nationales et continentales officielles uniquement.

b Matchs officiels uniquement.
Dernière mise à jour le 18 mars 2025.
Iñaki Mateu, né le 17 mars 1997, est un joueur hispano-argentin de rugby à XV qui évolue au poste de centre et d'arrière. 

## Biographie
Iñaki Mateu est originaire de la province de Tucumán, où son père est joueur de rugby au sein du Los Tarcos RC. Il y commence le rugby, avant de partir à l'âge de 8 ans en Espagne avec sa famille. Là, son père devient entraîneur du CD Hercesa (es) dans la ville d'Alcalá de Henares, où Iñaki continue de pratiquer le sport. A 16 ans, il intègre le Sanitas Alcobendas, l'un des plus grands clubs espagnols. 
International chez les jeunes en Espagne, il devient un membre de l'équipe d'Alcobendas. En 2017, il est même invité à préparer le mondial junior avec l'Argentine. La même année, il honore sa première sélection en équipe d'Espagne. Il bifurque ensuite vers le rugby à sept, intégrant la sélection espagnole qui évolue toute l'année en World Series. Il dispute alors deux saisons pleines sur le circuit mondial, participant à 15 tournois.
En 2020, devant l'incertitude pesant sur le futur du circuit à sept, il décide de retourner à XV. Il rejoint alors le club de Viadana en Italie, où sa polyvalence dans les lignes arrières est appréciée. Il reste deux saisons en Italie, puis revient en Espagne en 2022, signant en faveur du Real Ciencias Rugby Club, où il rejoint son frère Guillermo.

## Statistiques

### En sélection
| Année | Compétition       | Matchs | Points | Essais | Transf. | Drops | Pénal. |
| ----- | ----------------- | ------ | ------ | ------ | ------- | ----- | ------ |
| 2017  | Coupe des Nations | 1      | -      | -      | -       | -     | -      |
| 2018  | REC               | 1      | -      | -      | -       | -     | -      |
| 2022  | REC               | 2      | -      | -      | -       | -     | -      |
| 2022  | Tests matchs      | 2      | 5      | 1      | -       | -     | -      |
| 2023  | REC               | 5      | -      | -      | -       | -     | -      |
| 2023  | Tests matchs      | 3      | -      | -      | -       | -     | -      |
| 2024  | REC               | 5      | 10     | 2      | -       | -     | -      |
| 2024  | Tests matchs      | 3      | -      | -      | -       | -     | -      |
| 2025  | REC               | 5      | 5      | 1      | 2       | -     | -      |
| Total | Total             | 27     | 24     | 4      | 2       | -     | -      |

| Essai | Adversaire | Lieu                               | Compétition | Date             | Résultat | Score |
| ----- | ---------- | ---------------------------------- | ----------- | ---------------- | -------- | ----- |
| 1     | Namibie    | Stade national complutense, Madrid | Test match  | 12 novembre 2022 | Victoire | 34-15 |
| 2     | Allemagne  | Stade national complutense, Madrid | REC         | 11 février 2024  | Victoire | 27-5  |
| 1     | Portugal   | Lisbonne                           | REC         | 3 mars 2024      | Défaite  | 33-30 |
| 1     | Pays-Bas   | Stade national complutense, Madrid | REC         | 2 février 2025   | Victoire | 53-24 |